# آرال (شهرستان نوکند)
آرال (به لاتین: Aral) یک منطقهٔ مسکونی در قرقیزستان است که در شهرستان نوکند واقع شده‌است. آرال ۱٬۳۱۳ نفر جمعیت دارد و ۶۶۰ متر بالاتر از سطح دریا واقع شده‌است.